# Johan de Witt

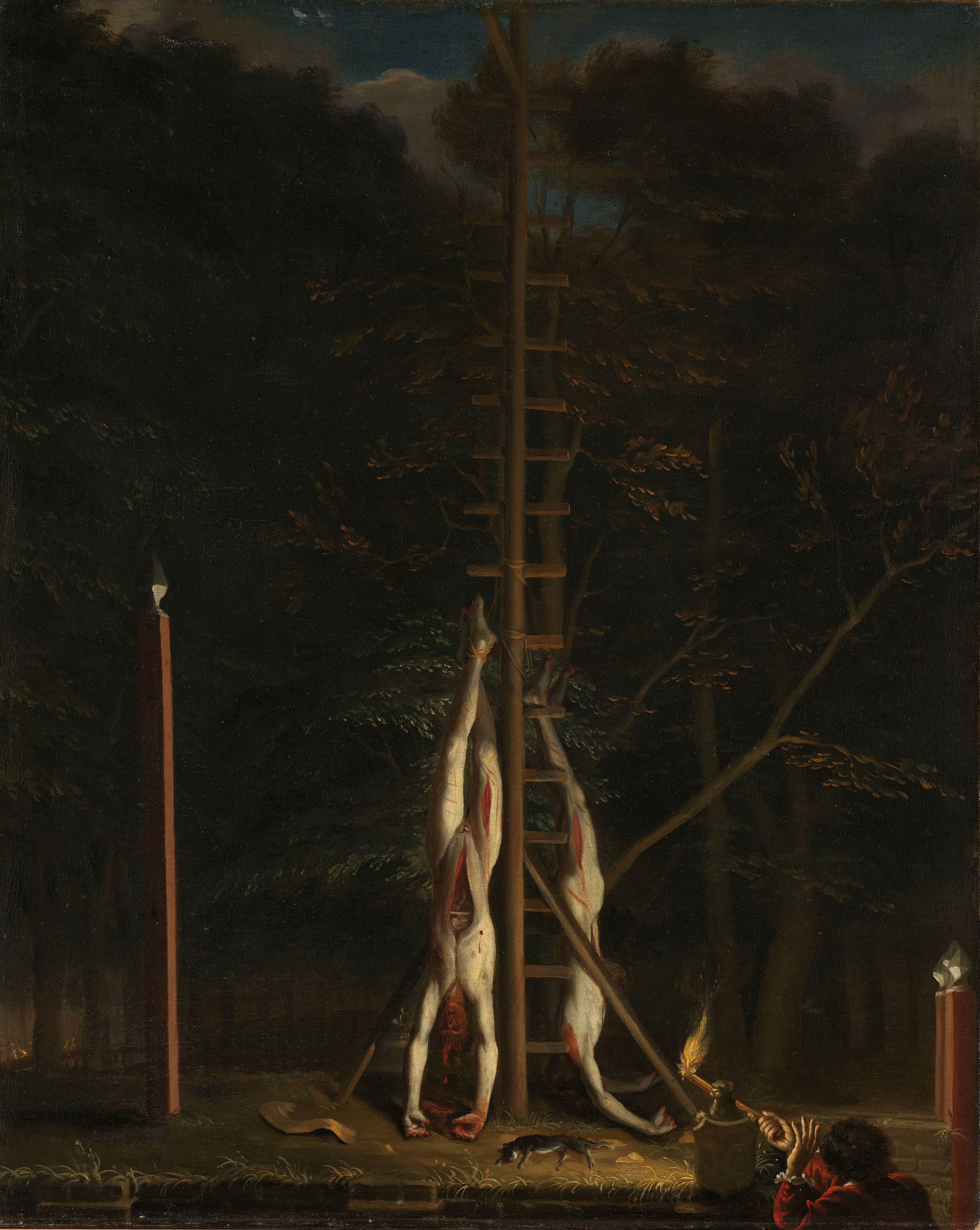
Ciała braci de Witt
(obraz Jana de Baen)

Johan de Witt (ur. 24 września 1625 w Dordrechcie, zm. 20 sierpnia 1672 w Hadze) – holenderski polityk, od 1653 wielki pensjonariusz Holandii.

## Życiorys
Był synem Jacoba de Witta (1589–1674), jednego z głównych opozycjonistów z czasów rządów Wilhelma II Orańskiego, zwolennika partii republikańskiej. Był wszechstronnie wykształconym prawnikiem i matematykiem. Specjalizował się w dziedzinie ubezpieczeń. Był również poetą. Dzięki licznym koligacjom rodzinnym (jego wuj, Cornelis de Graeff był jednym z regentów Holandii), zrobił szybką karierę urzędniczą i już w wieku 28 lat został Wielkim Pensjonariuszem Holandii.
Po śmierci Wilhelma II, w tzw. „okresie bez namiestnika” dzięki silnej pozycji prowincji Holandii i miasta Amsterdam Johan de Witt przejął de facto ster władzy w aparacie administracyjnym Niderlandów.

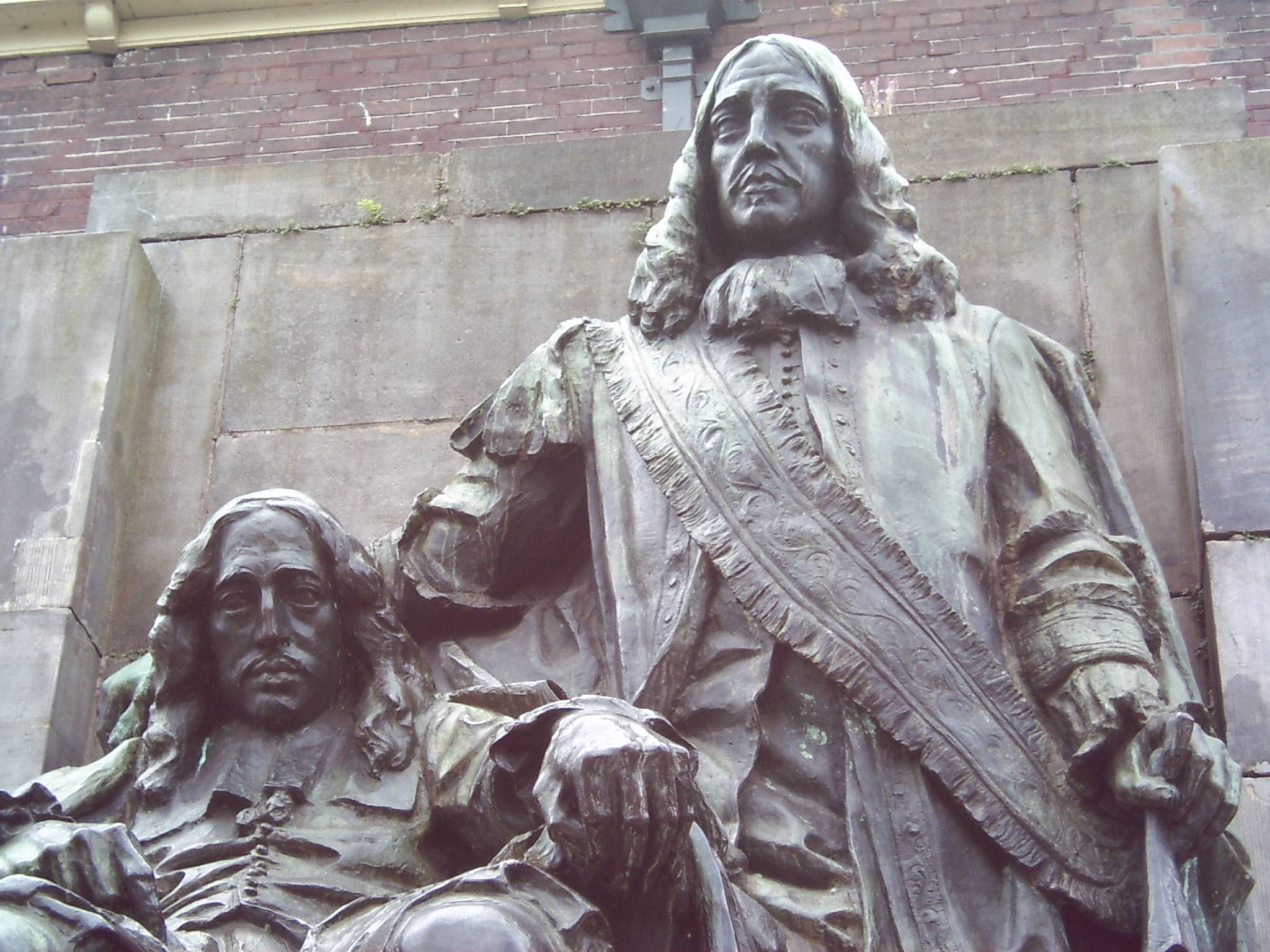
Johan i Cornelis de Witt na pomniku w Dordrechcie

Johan stał na czele mieszczańskiego stronnictwa republikańskiego, przeciwnego powrotowi domu Orańskiego do władzy i zwalczającego wszelkie wpływy o zabarwieniu monarchistycznym.
Tuż po przejęciu władzy, w roku 1654 doprowadził do pokoju z Anglią po pierwszej wojnie angielsko-holenderskiej. Jednym z warunków tego pokoju była klauzula o niedopuszczeniu w przyszłości dynastii Orańskiej do władzy w Niderlandach. Warunek ten postawił Oliver Cromwell, przywódca republikańskiej Anglii, który obawiał się powrotu skoligaconych z Orańczykami Stuartów na tron. Johan de Witt wraz z Cornelisem De Graeffem zdołali potajemnie przeforsować antyorańskie zapisy, które leżały w interesie ich zaplecza politycznego. Mimo tej zbieżności interesów antymonarchistycznych de Witt prowadził politykę profrancuską i podjął rywalizację z Anglią o panowanie na morzach. Rozbudował flotę Republiki i doprowadził Niderlandy po drugiej wojnie z Anglią (1665–1667) do statusu mocarstwa. Niderlandy stały się wówczas pierwszą potęgą morską świata i jednocześnie arbitrem Europy. To ściągnęło na Amsterdam gniew Króla Słońce, który zmontował szeroką koalicję antyholenderską.
W 1672 roku, w trakcie wojny francusko-angielsko-niderlandzkiej, został odsunięty od władzy i okrutnie zamordowany w Hadze wraz z bratem, Cornelisem de Wittem. Ich śmierć oraz zbezczeszczenie zwłok są do dziś uważane w Holandii za najwstydliwszy moment w historii kraju.
Jego usunięcie z urzędu i śmierć otworzyły Wilhelmowi Orańskiemu drogę do rządów w Niderlandach, a w przyszłości także do tronu angielskiego. Śmierć braci de Witt literacko opisał Alexandre Dumas w powieści Czarny tulipan.
Johan de Witt oprócz działalności publicznej zajmował się również matematyką. W 1659 roku napisał Elementa Curvarum Linearum wydane jako dodatek do holenderskiego tłumaczenia La Géométrie Kartezjusza. Interesował się Traktatem teologiczno-politycznym Spinozy z 1670 roku (dzieło umieszczone w indeksie ksiąg zakazanych). Zajmował się też obliczeniami ekonomicznych skutków wypłaty dożywotniej renty kapitałowej oraz oprocentowaniem obligacji państwowych.

## Życie prywatne
W roku 1655 poślubił Wendelę Bicker, córkę wpływowego patrycjusza z Amsterdamu, Jana Bickera.
Para miała czworo dzieci (trzy córki i jednego syna):
- Anna de Witt (1655–1725)
- Agnes de Witt (1658–1688)
- Maria de Witt (1660–1689)
- Johan de Witt (1662–1701)

Po śmierci braci de Witt dzieci Johana znalazły się pod opieką kuzyna, Pietera de Graeffa.